# Hyptis tetracephala
Hyptis tetracephala là một loài thực vật có hoa trong họ Hoa môi. Loài này được Bordignon mô tả khoa học đầu tiên năm 1992.